# Палестина Салютарис
Палестина Салютарис (лат. Palaestina Salutaris) — одна из провинций Византийской империи, часть византийской Палестины. Примерно с V века провинция известна как Палестина Третья (лат. Palaestina tertia).
В 106 году Римская империя аннексировала Набатейское царство, вместо которого была организована провинция Аравия Петрейская (лат. Arabia Petraea). Границы этой провинции наиболее подробно описаны в «Географии» Птолемея, согласно которому Аравию Петрейскую с запада ограничивал Египет, с севера Иудея, и с юга «Аравийский залив». Этот «залив» протянулся от Суэцкого залива вдоль Синайского полуострова до Акабского залива. Таким образом, провинция включала Трансиордан, юг Сирии, Негев и Синайский полуостров. Вопрос о том, где была столица провинции Аравия, является спорным. Среди высказываемых историками предположений — Бостра, Петра или Гераса.
После подавления восстания Бар-Кохбы в 135 году императором Адрианом (117—138) была образована провинция Сирия Палестинская, включавшая в себя территории к северу от пустыни Негев и к западу от реки Иордан. В дальнейшем административно-территориальное устройство Палестины постоянно уточнялось. В ходе административных реформ Диоклетиана, в целом направленных на разукрупнение провинций, провинции Аравия Петрейская были переданы значительные территории в Сирии. В качестве компенсации у неё были отняты и переданы Палестине земли к югу от реки Арнон, пустыня Негев и набатейские города Эйлат и Петра. Дата этого события неизвестна; самым ранним подтверждением является датируемое 307 годом свидетельство церковного историка Евсевия Кесарийского, сообщившего о том, что медные шахты между Петрой и Мёртвым морем относятся к Палестине. Примерно в это же время Палестине был передан город Дор. В IV веке Палестина не была ареной крупных политических событий и о её административном устройстве в это время почти не известно. О том, кто управлял этим регионом в период между 353 и 382 годами, известно только из писем известного оратора Либания. В результате хронологических и просопографических исследований его писем был сделан вывод, о том что в 357/358 году Палестина была разделена на две провинции — Палестину Прима со столицей в Кесарии Палестинской и Палестину Салютарис. Вопрос о столице Палестины Салютарис является спорным — в то время, как источники единогласно называют столицей провинции Петру, многие современные исследователи помещают столицу Третьей Палестины в Элузу.
В 409 году впервые упоминается разделение Палестины на три провинции. Палестина Третья была образована из прежней Палестины Салютарис. Галилея, Голаны, часть Декаполиса и Изреельская долина относились к новообразованной провинции Палестина Секунда со столицей в Скифополисе. Остальную часть Палестины (Иудея, Самария и побережье) оставили в Палестине Приме со столицей по-прежнему в Кесарии Палестинской. Провинциями управлял чиновник в ранге консуляра, пока в 536 году император Юстиниан I (527—565) не выделил губернатора Палестины Примы, присвоив ему ранг проконсула (анфипата) и не подчинил ему две остальные Палестины. Губернаторы обладали исполнительной, законодательной и финансовой властью в своих провинциях, как ранее прокураторы. Цель этих преобразований историками практически не анализировалась. Если исходить из предположения, что ожидаемым результатом было укрепление южной границы, то он в полной мере не был достигнут. Ни в гражданской, ни в военной сфере центральной власти не удалось добиться контроля над обстановкой в провинции. Важным фактором по-прежнему оставалась возможность местных должностных лиц заключать союзы с приграничными аравийскими племенам.